# Flou
Flou è un'azienda italiana operante nel settore dell'arredamento fondata a Meda nel 1978 da Rosario Messina (23 dicembre 1942 - 9 marzo 2011) e alcuni soci. Dal 1998 Flou appartiene interamente alla famiglia Messina.
L'attuale produzione comprende letti, materassi, accessori, guardaroba, biancheria e complementi d'arredo.

## Storia
Sulla base di un'intuizione e dalla competenza maturata nel settore attraverso diverse esperienze in aziende di alta gamma, Rosario Messina fonda Flou insieme ad altri soci, che poi in futuro prenderanno strade diverse.
Alla fine degli anni settanta i gusti stavano cambiando, c'era il desiderio di vivere in modo più dinamico e moderno. I consumatori volevano spazi più pratici e funzionali, luoghi dove esprimere il proprio stile e la propria personalità.
Fu in questo contesto che il designer Vico Magistretti concepì "Nathalie", un'innovazione formale e funzionale del letto: dotato infatti di tutti gli accessori di complemento e di un corredo di biancheria coordinabile al rivestimento sfoderabile, trasformò la concezione del letto in oggetto di arredamento da personalizzare all'infinito.
Il successo del letto tessile fu immediato.
Da allora Flou ha continuato a svilupparsi ed ampliare la collezione con letti, accessori e complementi studiati per migliorare il comfort, il benessere e la qualità della vita, progettati dal proprio Centro Ricerche & Sviluppo in collaborazione con rinomati designer.
Oggi l'azienda produce oltre 40 modelli di letto, una serie completa di accessori (materassi, guanciali, piani di riposo, tessuti di rivestimento), oltre 300 coordinati copripiumino e complementi d'arredo per la camera quali cassettiere, comodini, scrivanie, poltroncine, specchi, lampade., pouf e librerie e da una gamma di armadi realizzati per esser personalizzati dai clienti.

## Designer
Hanno collaborato con Flou diversi designer, quali:
- Fabrizio Batoni - Letto "Stil Novo" (2012)
- Mario Bellini - Letto "Grandpiano" (2007), Letto "Grandpiano Piano" (2007), Letto "Piano Piano" (2007), Letto "Marilyn" (2005), Panchetta "Marilyn"(2005)
- Pinuccio Borgonovo - Letto "Bliss" (2011), Elementi contenitori "Mix", Scrivania e Complementi "Juta", Elementi contenitori "Brill".
- Carlo Colombo - Letto "Guia" (2010), Letto "Sailor" (2004), Letto "Sanya" ed Elementi contenitori (2012), Serie di Complementi "Prins".
- Rodolfo Dordoni - Letto "Relais" (2007), Letto "Plaza" (2005), Letto "Pinch" (2007), Letto "Merkurio" (2010), Letto, Comodino e Panca "Batò" (2011), Letto, Comodino, Specchio, Settimanale, Scrittoio, Tavolino e Poltrona "Ermes" (2012), Letto, Tavolino e lampada da terra "Angle" (2008), Letto "Alicudi" (2001), Cassettiera, Comodino e Settimanale "Splendor", Comodini, Comò e Settimanale "Lipari", Lampada "Delux"
- Odoardo Fioravanti - Letto, Comodino e Specchio "Sveva" (2011), Scatole cilindriche "Psiche", Contenitori svuota tasche "Bridge"
- Cuno Frommherz - Letto e Comodino "Sama" (2012)
- Riccardo Giovanetti - Divano, Poltrona e Letto "Céline" (2012), Comodino "Léon", Poltroncina e Pouf "Rémy"
- Luigi Lanzi - Sedia/Appendiabiti "Servomuto"
- Vico Magistretti - Letto "Crimea" (1992), Letto "Nathalie" (1978), Letto "Tadao" (1993),
- Giulio Manzoni - Letto "PiazzaDuomo" (2013)
- Enzo Mari - Letto "Tappeto Volante" (1989)
- Matteo Nunziati - Comò e Comodini "Papier"
- Operadesign - Letto e Poltrona "Olivier" (2012), Letto "Operà" (2012), Cassettone, Scrivania, Comodino e Settimanale "Montenapoleone", Comodino, Comò e Settimanale "Maya", Specchio "Harris", Cassettone, Toeletta, Baule/Scrivania, Baule/Guardaroba, Specchio e Comodino "Condotti"
- Vittorio Prato - Letto "Notturno" (1982)
- Patrizia Scarzella - Letto "Meridiana" (1994)
- Thesia Progetti - Letto "Essentia" (2012)

## Divisioni
Nel 2013 è nato un nuovo marchio di Flou, Natevo, che si occupa della progettazione e della produzione mobili con una luce integrata al suo interno, per l'appunto, "nativa".

## Certificazioni
Dal 24 ottobre 2005 ad oggi, Flou ha conseguito la certificazione ambientale in base alle norme UNI EN ISO 14001.

## Riconoscimenti
- Settembre 2004: Premio Compasso d'oro
- Settembre 2004: Flou vince il “Bardi Web Award” per la realizzazione del miglior sito Web, categoria “Site Evolution”
- Aprile 2008: Premio internazionale di Design “EDIDA 2008” - Elle Decoration International Design Awards al letto Prins di Carlo Colombo (categoria “Bedding”)
- Settembre 2008: Il letto Nathalie disegnato nel 1978 da Vico Magistretti viene ufficialmente inserito nella “permanent collection” della Triennale di Milano.
- Maggio 2010: Confindustria – Associazione Industriali Monza e Brianza, assegna a Flou il premio “Salute, Sicurezza, Ambiente”
- 2012: La Giuria del Chicago Athenaeum Museum of Architecture and Design ed European Center for Architecture Art Design and Urban Studies assegna il premio al letto "Essentia", design Thesia Progetti.